# Élections législatives norvégiennes de 1953
Les élections législatives norvégiennes de 1953 (Stortingsvalet 1953, en norvégien) se sont tenues le 12 octobre 1953, afin d'élire les cent cinquante députés du Storting pour un mandat de quatre ans.

## Résultats
Bien qu'il soit en baisse, le Parti travailliste conserve la majorité absolue qu'il a obtenu aux élections d'après-guerre. Le Parti communiste fait son retour au Storting.
| Partis                   | Nombre de votes | %      | Nombre de sièges | +/- |
| ------------------------ | --------------- | ------ | ---------------- | --- |
| Parti travailliste       | 830 448         | 46,7 % | 77               | - 7 |
| Parti conservateur       | 327 971         | 18,4 % | 27               | + 4 |
| Parti populaire chrétien | 186 627         | 10,5 % | 14               | + 5 |
| Parti libéral            | 177 662         | 10 %   | 15               | - 6 |
| Parti des paysans        | 157 018         | 8,8 %  | 14               | + 2 |
| Parti communiste         | 90 422          | 5,1 %  | 3                | + 3 |
| Paysans - Conservateurs  | 9 661           | 0,5 %  | _                | _   |
| Total                    | 1 790 331       | 100 %  | 150              | 0   |